# Edwardsina similis
Edwardsina similis är en tvåvingeart som beskrevs av Tonnoir 1924. Edwardsina similis ingår i släktet Edwardsina och familjen Blephariceridae. Inga underarter finns listade i Catalogue of Life.